# Bundesautobahn 270
La Bundesautobahn 270 (A 270) è una autostrada tedesca, lunga poco più di 10 km, che collega tra di loro i quartieri di Rönnebeck e di Ihletal, a nord della città di Brema. È collegata indirettamente tramite viabilità ordinaria alla A 27.

## Percorso
| A 270 |           |                       |      |                            |                |
| Tipo  | n° uscita | Indicazione           | km   | Corrispondenze             | Strada europea |
|       | 1         | Bremen-Rönnebeck      | 10,5 |                            |                |
|       | 2         | Bremen-Lüssum         | 9,5  |                            |                |
|       | 3         | Bremen-Blumenthal     | 8,5  |                            |                |
|       | 3a        | Bremen-Lobbendorf     | 7,8  | Solo ingresso dir. Ihletal |                |
|       | 4         | Bremen-Vegesack-Mitte | 6,2  |                            |                |
|       | 5         | Bremen-Vegesack-Hafen | 4,8  |                            |                |
|       | 6         | Bremen-St. Magnus     | 4,1  |                            |                |
|       | 7         | Bremen-Lesum          | 1,7  |                            |                |
|       | 8         | Bremen-Ihletal        | 0,9  |                            |                |
|       | 9         | Termine autostrada    | 0,0  |                            |                |